# جوگان
جوگان (به ژاپنی: 貞観 Jōgan) نام یک عصر تاریخی ژاپنی (نِنگُو) بود. این عصر بعد از تن‌آن و قبل از گانکئو قرار داشت و از آوریل ۸۵۹ تا آوریل ۸۷۸ میلادی به طول انجامید. در طی این عصر امپراتور سیوا و امپراتور یوزی حکمران ژاپن بودند.